# Dada Parajul
Dada Parajul (nep. डाँडापराजुल) – gaun wikas samiti w zachodniej części Nepalu w strefie Bheri w dystrykcie Dailekh. Według nepalskiego spisu powszechnego z 2011 roku liczył on 1001 gospodarstw domowych i 5109 mieszkańców (2757 kobiet i 2352 mężczyzn).